# Viola sedunensis
Viola sedunensis är en violväxtart som beskrevs av F. O. Wolf. Viola sedunensis ingår i släktet violer, och familjen violväxter. Inga underarter finns listade i Catalogue of Life.